# 소련 야구 국가대표팀
소련 야구 국가 대표팀(러시아어: Сборная СССР по бейсболу)은 소련의 야구 국가대표팀이다. 1987년에 소련 야구 연맹이 설립되면서 팀이 창설되었고 1987년부터 소련이 해체된 1991년까지 국제 대회에 참가했다.

## 역대 대회 성적

### 대륙간컵
- 1991: 9위

### 굿윌 게임
- 1990: 8위

### 유럽 선수권 대회
- 1991 : 6위

## 주요 선수
- 세르게이 코롤료프
- 예브게니 푸치코프

## 같이 보기
- 러시아 야구 국가대표팀